# Ги Демел
Ги Ролан Демел (на френски: Guy Roland Demel) е френско-котдивоарски футболист, роден на 13 юни 1981 г. в Париж, Франция. Първоначално притежава само френски паспорт, но през 2004 г. получава и котдивоарско гражданство, тъй като родителите му са от Кот д'Ивоар.

## Кариера
Ги Демел израства в марсилското предградие Сен Антоан, квартал, доминиран от насилие, дрога и вечерен час. За разлика от много от тогавашните си приятели (някои от които са в затвора), той не се занимава с престъпност, а се отдава на футбола като средство да се спаси от мизерията и започва да тренира в Олимпик Марсилия.
Като професионалист се състезава за отбора на Олимпик Ним във втора френска дивизия. През 2000 г. преминава в Арсенал, където обаче не може да се наложи в първия отбор. Въпреки че заявява, че причината да напусне Англия година по-късно е носталгия, той не се връща в родината си, а отива в германския Борусия Дортмунд, като трансферната сума е в размера на 600.000 германски марки. Там също има проблеми с налагането си в А отбора, като през шампионския сезон на Борусия 2001/2002 изиграва само един мач. И следващите два сезона протичат по същия начин, като Демел често е пращан да играе за дублиращия отбор. Едва след идването на Берт ван Марвийк като треньор през сезон 2004/2005 Демел започва да играе като титуляр.
През лятото на 2005 Ги Демел е закупен от Хамбургер ШФ и веднага се превръща в един от основните футболисти на отбора. Той обаче пропуска по-голямата част от сезон 2006/2007 заради контузия.
През 2004 г. Демел получава котдивоарско гражданство и веднага е повикан в националния отбор, като е част от състава на Кот д'Ивоар в турнира за Купата на Африканските нации 2006 и Световното първенство в Германия.

## Успехи
- 1х Бронзов медалист от турнира за Купата на африканските нации: 2006
- 1х Шампион на Германия: 2002 (с Борусия Дортмунд)
- 2х Носител на Купата УЕФА Интертото: 2005 и 2007 (с Хамбургер)